# 泰姆留克 (馬里烏波爾區)
47°16′8″N 36°58′29″E / 47.26889°N 36.97472°E

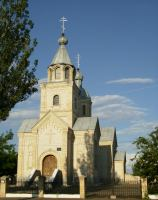
教堂

泰姆留克（羅馬化：Temriuk），俄罗斯当局称斯塔爾琴科沃（俄語：Старченково），是烏克蘭東部頓涅茨克州马里乌波尔区尼科利斯凯市镇的村庄，目前受俄罗斯軍事佔領，俄方區劃為顿涅茨克人民共和国沃洛达尔斯科耶区。該村處於泰姆留克河畔，始建於十九世紀，海拔高度148米，2001年人口2,016。1948年為紀念去世的蘇共中央候补委员瓦西里·斯塔尔琴科而改名，2016年在去共化浪潮中改名泰姆留克，2022年俄罗斯攻占该地后，事实上继续沿用“斯塔尔琴科沃”的名称。